# 21047 Hodierna
21047 Hodierna è un asteroide della fascia principale. Scoperto nel 1990, presenta un'orbita caratterizzata da un semiasse maggiore pari a 3,9839220 UA e da un'eccentricità di 0,1769221, inclinata di 4,49257° rispetto all'eclittica.
L'asteroide è dedicato a Giovanni Battista Hodierna, astronomo italiano del XVII secolo.